# 28 cm Küstenhaubitze
28 cm Küstenhaubitze – niemiecka ciężka haubica oblężnicza, używana także w roli haubicy nabrzeżnej. Broń powstała na zamówienie Kaiserliche Marine i bazowała na wcześniejszej haubicy 28 cm Haubitze L/12 używanej przez armię. W odróżnieniu od większości ciężkich armat niemieckich z tego okresu, które używały amunicji zespolonej lub półscalonej i zamka klinowego, 28 cm Küstenhaubitze miała zamek śrubowy i używała worków z prochem jako ładunku miotającego.
Już w momencie wejścia do służby w 1914 była to broń przestarzała, o małej jak na ten kaliber donośności pocisku, bardzo dużej masie własnej i archaicznej konstrukcji, pomimo tego haubica używana była w czasie I wojny światowej, a nawet do 1944 w czasie II wojny światowej, użyto jej między innymi w czasie oblężenia Sewastopola i w czasie powstania warszawskiego.